# ジェイミー・レイ・ニューマン
ジェイミー・レイ・ニューマン（Jaime Ray Newman,  1978年4月2日 - ）は、アメリカ合衆国の女優である。

## 来歴
1978年、ミシガン州ファーミントン・ヒルズに生まれる。11歳のころから舞台に立ち、『A Rosen by Any Other Name』などの舞台へ出演。その後も夏期間の演劇合宿などで演技を学び、ボストン大学とノースウェスタン大学でそれぞれ演劇を学んだ。2000年にロサンゼルスへ渡り、オーディションなどを受ける傍らジャズ・シンガーとして生計を立てた。
2002年からレギュラーキャストとして加わったドラマシリーズ『ジェネラル・ホスピタル』あたりから徐々に女優として注目を集め始め、多くのテレビドラマや映画へ出演するようになる。同年にはスティーヴン・スピルバーグ監督でレオナルド・ディカプリオとトム・ハンクスが共演して話題を集めた映画『キャッチ・ミー・イフ・ユー・キャン』へも出演した。
2018年、プロデューサーとして、製作した短編映画、『Skin』でアカデミー短編映画賞を受賞した。

### 私生活
2012年にイスラエル出身の脚本家、ディレクターのGuy Nattivと結婚した。二人の間には娘も生まれている。

## 出演作品

### 映画
- Full Blast (2000)
- ザ・ヴァイオレント・カインド The Violent Kind (2002)
- キャッチ・ミー・イフ・ユー・キャン Catch Me If You Can (2002)
- Wedding Daze (2004) ※テレビ映画
- McBride: Murder Past Midnight (2004) ※テレビ映画
- Living 'til the End (2005)
- 迷い婚 -全ての迷える女性たちへ- Rumor Has It... (2005)
- Under the Mistletoe (2006) ※テレビ映画
- Hollis & Rae (2006) ※テレビ映画
- LA Blues (2007)
- LIVE! ライブ Live! (2007)
- 男と女の不都合なセックス事情 Sex and Breakfast (2007)
- Marlowe (2007) ※テレビ映画
- I'm Paige Wilson (2007) ※テレビ映画
- 近距離恋愛 Made of Honor (2008)
- A Line in the Sand (2008)
- ドクター・ドリトル ザ・ファイナル Dr. Dolittle: Million Dollar Mutts (2009) ※声の出演
- Rubberneck (2012)
- The Red Robin (2013)
- ガントレット The Gauntlet (2013)
- ターザン Tarzan (2013) ※声の出演
- SKIN/スキン Skin (2018)

### テレビドラマ
- ジェネラル・ホスピタル General Hospital (2002 - 2003)
- Happy Family (2003)
- CSI:科学捜査班 CSI: Crime Scene Investigation (2003, 2009)
- スーパーナチュラル Supernatural (2005)
- スターゲイト アトランティス Stargate: Atlantis (2005)
- E-リング E-Ring (2006)
- 女検死医ジョーダン Crossing Jordan (2006)
- BONES Bones (2006)
- Related (2006)
- ミディアム 霊能者アリソン・デュボア Medium (2006)
- ヴェロニカ・マーズ Veronica Mars (2006 - 2007)
- クリミナル・マインド FBI行動分析課 Criminal Minds (2007)
- HEROES Heroes (2007)
- Lincoln Heights (2008)
- レバレッジ 〜詐欺師たちの流儀 Leverage (2008) S1 EP2
- NIP/TUCK マイアミ整形外科医 Nip/Tuck (2009)
- メンタル:癒しのカルテ Mental (2009)
- Eastwick (2009 - 2010)
- ユーリカ 〜事件です!カーター保安官〜 Eureka (2009 - 2010)
- Life Unexpected (2010, 2011)
- 私はラブ・リーガル Drop Dead Diva (2010, 2011, 2013)
- 救命医ハンク セレブ診療ファイル Royal Pains (2011)
- NCIS 〜ネイビー犯罪捜査班 NCIS: Naval Criminal Investigative Service (2011)
- キャッスル 〜ミステリー作家は事件がお好き Castle (2012)
- CSI:ニューヨーク CSI: NY (2011, 2012)
- GRIMM/グリム Grimm (2011, 2012)
- Red Widow (2013)
- マインド・ゲーム Mind Games (2014)
- BOSCH/ボッシュ Bosch (2015)
- ベイツ・モーテル Bates Motel (2016)
- Major Crimes 〜重大犯罪課 Major Crimes (2016)
- リトル・ファイアー〜彼女たちの秘密 Little Fires Everywhere (2020)

## 参照
1. ↑  http://www.tvguide.com/celebrities/jaime-ray-newman/bio/193597
2. 1 2 3  “Jaime Ray Newman Biography”. 2014年7月19日閲覧。